# Colorado Public Television
KBDI-TV (Colorado Public Television) est une station de télévision américaine située à Denver, dans l'État du Colorado. Elle est affiliée au réseau public de télévision PBS.
Les studios de cette station sont situés dans le quartier de Five Point, au nord de la ville de Denver, tandis que son émetteur est implanté sur la Squaw mountain, dans le Comté de Clear Creek. Situé à 3 485 m d'altitude, cet émetteur serait l'un des plus hauts des États-Unis.
KBDI-TV reprend la programmation de PBS à hauteur de 25 % environ, le reste de l'antenne étant occupé par des émissions ayant trait à la vie et à l'actualité locale.
La chaîne possède deux réémetteurs, l'un à Boulder, le second à Colorado Springs. Son taux de pénétration avoisinerait les 80 %.

## Télévision numérique terrestre
| Canal virtuel | Image | Ratio | Programmation                                                    |
| ------------- | ----- | ----- | ---------------------------------------------------------------- |
| 12.1          | 1080i | 16:9  | Programmation principale KBDI / PBS                              |
| 12.2          | 480i  | 4:3   | PBS Encore (4 h–16 h) / First Nations Experience (en) (16 h–4 h) |
| 12.3          | 480i  | 4:3   | Deutsche Welle                                                   |
| 12.4          | 1080i | 16:9  | NHK World                                                        |

## Antennes
- KBDI Denver
- K11QJ Boulder
- K14JZ-D Peetz
- K31IQ-D Sterling
- K31KM-D Colorado Springs
- K49EX-D Anton